# 밤마다 천국
"밤마다 천국"은 1985년에 개봉한 대한민국의 영화이다.

## 캐스팅
- 샤넬 리
- 신영일
- 유장현
- 박원숙
- 김선겸
- 진봉진
- 최병철
- 조주미
- 박길라
- 박진희
- 백선이
- 유명순
- 전숙
- 김지영
- 황명하
- 곽규호
- 신찬일
- 안진수
- 박종설
- 홍충길
- 길달호
- 남포동
- 이석구